# Anthony Dupuis
Anthony Dupuis (Bayonne, Francia, 24 de febrero de 1973) es un jugador de tenis francés. En su carrera conquistó un título de sencillos y uno en dobles y alcanzó su mejor posición en el ranking en 2001 cuando alcanzó el Nº57 del ranking mundial. En 2006 fue suspendido por 2 meses y medio por consumo de la sustancia prohibida salbutamol durante el challenger de Túnez y debió devolver los $30.540 dólares en premios que había logrado en los torneos siguientes hasta que se detectó el caso. Dupuis justificó su uso como parte de su tratamiento contra el asma.

## Títulos (2; 1+1)

### Individuales (1)
| Leyenda                |
| Grand Slam (0)         |
| Tennis Masters Cup (0) |
| ATP Masters Series (0) |
| ATP Tour (1)           |

| N.º | Fecha                | Torneo | Superficie | Oponente en la final | Resultado          |
| --- | -------------------- | ------ | ---------- | -------------------- | ------------------ |
| 1.  | 7 de febrero de 2004 | Milán  | Carpeta    | Mario Ančić          | 6-4 6-7(12) 7-6(5) |

### Finalista en individuales (1)
- 2001: Múnich (pierde ante Jiri Novak)

### Dobles (1)
| Leyenda                |
| Grand Slam (0)         |
| Tennis Masters Cup (0) |
| ATP Masters Series (0) |
| ATP Tour (1)           |

| N.º | Fecha | Torneo      | Superficie | Pareja         | Oponentes en la final         | Resultado |
| --- | ----- | ----------- | ---------- | -------------- | ----------------------------- | --------- |
| 1.  | 2004  | Long Island | Dura       | Michael Llodra | Yves Allegro Michael Kohlmann | 6-2 6-4   |